# Verbesina angusta
Verbesina angusta là một loài thực vật có hoa trong họ Cúc. Loài này được Maguire, Steyerm. & Wurdack miêu tả khoa học đầu tiên năm 1957.